# Arts and Letters
Arts and Letters (1966-1998) est un cheval de course pur-sang, cheval de l'année aux États-Unis en 1969 et membre du Hall of Fame des courses américaines.

## Carrière de course
Élevé par son propriétaire Paul Mellon, Arts and Letters réalise un début de carrière poussif : il lui faut quatre tentatives pour remporter son maiden et sa première expérience au plus haut niveau se solde par une quatrième place dans le Laurel Futurity. Mais le poulain a beaucoup progressé entre 2 et 3 ans, et lorsqu'il revient sur le circuit floridien des préparatoires pour le Kentucky Derby, la voie royale vers le "Run For Roses", il ne tarde pas à le montrer après une rentrée en demi-teinte (où il est devancé par le futur champion Ack Ack) en dominant Top Knight, le champion des 2 ans, dans les Everglade Stakes. Ce dernier était toutefois en rodage et, dans les semaines qui suivent, il prend le meilleur sur lui par deux fois, dans les Flamingo Stakes et le Florida Derby. La victoire impressionnante, par 15 longueurs, d'Arts and Letters dans les Blue Grass Stakes lui vaut de s'élancer dans le Derby à une cote de méfiance, même si on lui préfère logiquement Top Knight et un élève de Claiborne Farm très estimé, Dike. Mais le favori de l'épreuve est un Californien nommé Majestic Prince : invaincu, il a survolé le Santa Anita Derby et fait de fracassants débuts à l'Est dans le Stepping Stone Purse. Dans le Derby, Arts and Letters, qui a jusqu'alors été monté par cinq jockeys différents (et quels jockeys ! les plus grands de leur époque : Laffit Pincay, Jr., Ron Turcotte, Jacinto Velázquez, Jean Cruguet et Bill Shoemaker) rencontre son nouveau partenaire, Braulio Baeza. Ces deux-là ne se quitteront plus.   
Le Kentucky Derby tourne à l'affrontement entre Arts and Letters et Majestic Prince. Baeza a réussi à maintenir le favori à son extérieur mais échoue à contrer son attaque finale : le Californien l'emporte d'une encolure devant Arts and Letters, Dike est troisième. Les duettistes se retrouvent dans les Preakness Stakes et bis repetita, à la lutte c'est à nouveau Majestic Prince qui l'emporte, d'une tête cette fois - l'écart se resserre. Rendez-vous est pris dans les Belmont Stakes, troisième et dernier volet de la Triple Couronne. Mais juste après les Preakness, coup de théâtre : Johnny Longden, l'entraîneur de Majestic Prince, annonce à la presse que son protégé s'est fait mal à un tendon et ne sera pas en mesure de défendre ses chances dans les Belmont Stakes. Majestic Prince est rapatrié en Californie avec l'accord de son propriétaire pour y être mis au repos jusqu'à l'automne. Mais les spéculations vont bon train et la presse met une énorme pression sur l'entourage du Derby-winner, lui reprochant de craindre la défaite et de laisser passer l'occasion, unique, de remporter la Triple Couronne en restant invaincu. Est-ce cette pression aux airs de défi qui a fait changer d'avis Franck McMahon ? Toujours est-il que le propriétaire, contre l'avis de Johnny Longden et du jockey, le grand Bill Hartack, décide que Majestic Prince courra finalement les Belmont. Il sera donc le premier cheval à s'y présenté invaincu et en ayant remporté les deux premières manches de la Triple Couronne (seuls l'imiteront Seattle Slew en 1977, Smarty Jones en 2004 et Justify en 2018). Arts and Letters, qui vient d'entretenir sa forme en s'offrant le Metropolitan Handicap, se retrouve donc face à un adversaire diminué et cette fois il n'y a pas photo : il l'emporte de cinq longueurs et demi devant un Majestic Prince dont l'entraîneur et le jockey ne se priveront pas de dire que courir était une erreur. On ne reverra plus le Californien.    
Arts and Letters, lui, n'en a cure et poursuit sa route. Débarrassé du seul rival qui fut cette année-là à sa hauteur, il prouve qu'il est le numéro 1 américain en enchaînant dans les Jim Dandy Stakes, les Travers Stakes où il domine largement Dike, puis les deux grandes épreuves d'arrière-saison, les Woodward Stakes et la Jockey Club Gold Cup, où à chaque fois il gagne d'une rue devant le 4 ans Nodouble, le meilleur cheval d'âge du pays. En fin d'année, son palmarès étoffé et sa sensationnelle deuxième partie de saison, vierge de toute défaite, lui valent de ravir le titre de Cheval de l'année 1969 à Majestic Prince. De retour sur les pistes au printemps suivant, Arts and Letters semble avoir perdu de sa superbe : largement battu dans les Westchester Stakes, il gagne certes le Gray Lag Handicap, mais sombre complètement dans les Californian Stakes pour sa première sortie sur la Côte Ouest. Son entourage préfère logiquement arrêter les frais et le cheval est envoyé au haras.    
La rivalité Majestic Prince/Arts and Letters garde son mystère : les poulains se tenaient de près mais le second nommé aurait-il pu battre son rival à la régulière ? On ne le saura jamais. En attendant, Majestic Prince l'a battu deux fois avant que son tendon le trahisse et dans sa liste des 100 meilleurs chevaux de sport hippique américain du XXe siècle établie en 1999, le magazine The Blood-Horse considère qu'il était le meilleur des deux : il classe Majestic Prince à  la 46ème place et Arts and Letters à la 67ème. Tous deux se suivront dans le Hall of Fame des courses américaines, où Arts and Letters en 1994, six ans après celui dont il fut l'unique tombeur.  

### Résumé de carrière
| Date         | Hippodrome      | Pays        | Course                   | Distance    | Jockey         | Place       | Écart       | Vainqueur ou deuxième |
| 1968, 2 ans  | 1968, 2 ans     | 1968, 2 ans | 1968, 2 ans              | 1968, 2 ans | 1968, 2 ans    | 1968, 2 ans | 1968, 2 ans | 1968, 2 ans           |
| ------------ | --------------- | ----------- | ------------------------ | ----------- | -------------- | ----------- | ----------- | --------------------- |
| 9 juin       | Saratoga        | États-Unis  | Maiden                   | 1 100 m     | L. Pincay, Jr. | 4e / 12     | 7           | Dixies Gus            |
| 11 septembre | Aqueduct        | États-Unis  | Maiden                   | 1 200 m     | R. Turcotte    | 4e / 12     | 4 ¾         | Royal Tom             |
| 18 septembre | Belmont Park    | États-Unis  | Maiden                   | 1 200 m     | J. Velázquez   | 2e / 12     | 3           | King of The Sea       |
| 25 septembre | Belmont Park    | États-Unis  | Maiden                   | 1 400 m     | J. Velázquez   | 1er / 12    | 3 ½         | Hydrologist           |
| 15 octobre   | Santa Anita     | États-Unis  | Allowance                | 1 600 m     | J. Velázquez   | 1er / 9     | 2 ½         | Hydrologist           |
| 2 novembre   | Laurel Park     | États-Unis  | Laurel Futurity          | 1 700 m     | J. Velázquez   | 4e / 8      | 1 ¼         | King Emperor          |
| 1969, 3 ans  |                 |             |                          |             |                |             |             |                       |
| 25 janvier   | Hialeah Park    | États-Unis  | Allowance                | 1 400 m     | J. Cruguet     | 4e / 9      | 6           | Ack Ack               |
| 19 février   | Hialeah Park    | États-Unis  | Everglades Stakes        | 1 800 m     | J. Cruguet     | 1er / 12    | 3           | Top Knight            |
| 4 mars       | Hialeah Park    | États-Unis  | Flamingo Stakes          | 1 400 m     | J. Cruguet     | 2e / 8      | 2           | Top Knight            |
| 19 mars      | Gulfstream Park | États-Unis  | Fountain of Youth Stakes | 1 700 m     | B. Shoemaker   | 2e / 5      | 2           | Al Hattab             |
| 29 mars      | Gulfstream Park | États-Unis  | Florida Derby            | 1 800 m     | B. Shoemaker   | 2e / 5      | 5           | Top Knight            |
| 24 avril     | Keeneland       | États-Unis  | Blue Grass Stakes        | 1 800 m     | B. Shoemaker   | 1er / 6     | 15          | Traffic Mark          |
| 3 mai        | Churchill Downs | États-Unis  | Kentucky Derby           | 2 000 m     | B. Baeza       | 2e / 8      | enc.        | Majestic Prince       |
| 17 mai       | Pimlico         | États-Unis  | Preakness Stakes         | 1 900 m     | B. Baeza       | 2e / 8      | tête        | Majestic Prince       |
| 30 mai       | Aqueduct        | États-Unis  | Metropolitan Handicap    | 1 600 m     | J. Cruguet     | 1er / 6     | 2 ½         | Nodouble              |
| 7 juin       | Belmont Park    | États-Unis  | Belmont Stakes           | 2 400 m     | B. Baeza       | 1er / 11    | 5 ½         | Majestic Prince       |
| 8 août       | Saratoga        | États-Unis  | Jim Dandy Stakes         | 1 600 m     | B. Baeza       | 1er / 10    | 10          | Gleaming Light        |
| 16 août      | Saratoga        | États-Unis  | Travers Stakes           | 2 000 m     | B. Baeza       | 1er / 5     | 6 ½         | Dike                  |
| 27 septembre | Belmont Park    | États-Unis  | Woodward Stakes          | 2 000 m     | B. Baeza       | 1er / 4     | 2           | Nodouble              |
| 25 octobre   | Aqueduct        | États-Unis  | Jockey Club Gold Cup     | 3 200 m     | B. Baeza       | 1er / 4     | 14          | Nodouble              |
| 1970, 4 ans  |                 |             |                          |             |                |             |             |                       |
| 28 mars      | Aqueduct        | États-Unis  | Westchester Stakes       | 1 600 m     | B. Baeza       | 4e / 7      | 7 ¼         | Dewan                 |
| 28 mars      | Aqueduct        | États-Unis  | Gray Lag Handicap        | 1 800 m     | B. Baeza       | 1er / 9     | 1/2         | Never Bow             |
| 16 mai       | Hollywood Park  | États-Unis  | Californian Stakes       | 1 900 m     | B. Baeza       | 6e / 8      | 10          | Baffle                |

## Au haras
Installé dans le haras de la famille Whitney à Lexington, Kentucky, Greentree Farm (futur Gainesway Farm), Arts and Letters fut un étalon honorable, auteur de Codex, lauréat des Belmont Stakes, mais aussi des très bons hongres Winters Tale (Marlboro Cup Handicap, Brooklyn Handicap, Suburban Handicap) et Lord Darnley (Gulfstream Park Handicap, Widener Handicap).
Il meurt à l'âge avancé de 32 ans et repose dans son haras.

## Origines
Arts and Letters est issu de l'un des plus grands champions du siècle, l'Italien Ribot, invaincu en quatorze courses et double lauréat du Prix de l'Arc de Triomphe. Ribot fut aussi un étalon brillant, tant en Europe (il fut trois fois tête de liste des étalons en Angleterre et en Irlande) qu'aux États-Unis, donnant deux vainqueurs de l'Arc de Triomphe, Molvedo et Prince Royal, et les Américains Tom Rolfe et Graustark aussi doués sur la piste qu'influents reproducteurs, que l'on retrouve dans les pedigrees de chevaux tels que Alleged, Danehill ou Miesque. 
La mère, All Beautiful, fut acquise par Paul Mellon en 1965 pour $ 165 000 alors qu'elle portait Arts and Letters dans ses flancs. Elle n'avait guère brillé en piste mais se réclamait d'une excellent famille de Foxcatcher Farm (l'élevage de William du Pont, Jr.) et de sa championne de mère Parlo, meilleure 3 ans de l'année 1954, lauréate du Beldame Handicap, des Delaware Oaks, des Alabama Stakes et autre Delaware Handicap. Parlo était aussi la propre sœur de Lopar, placée des Frizette Stakes, des Mother Goose Stakes, des Acorn Stakes et des Alabama Stakes. 

### Pedigree
| Origines de Arts and Letters (USA), mâle alezan né en 1966 | Origines de Arts and Letters (USA), mâle alezan né en 1966 | Origines de Arts and Letters (USA), mâle alezan né en 1966 | Origines de Arts and Letters (USA), mâle alezan né en 1966 |
| ---------------------------------------------------------- | ---------------------------------------------------------- | ---------------------------------------------------------- | ---------------------------------------------------------- |
| Père Ribot                                                 | Tenerani                                                   | Bellini                                                    | Cavaliere d'Arpino                                         |
| Père Ribot                                                 | Tenerani                                                   | Bellini                                                    | Bella Minna                                                |
| Père Ribot                                                 | Tenerani                                                   | Tofanella                                                  | Apelle                                                     |
| Père Ribot                                                 | Tenerani                                                   | Tofanella                                                  | Try Try Again                                              |
| Père Ribot                                                 | Romanella                                                  | El Greco                                                   | Pharos                                                     |
| Père Ribot                                                 | Romanella                                                  | El Greco                                                   | Gay Camp                                                   |
| Père Ribot                                                 | Romanella                                                  | Barbara Burrini                                            | Papyrus                                                    |
| Père Ribot                                                 | Romanella                                                  | Barbara Burrini                                            | Bucolic                                                    |
| Mère All Beautiful                                         | Battlefield                                                | War Relic                                                  | Man o'War                                                  |
| Mère All Beautiful                                         | Battlefield                                                | War Relic                                                  | Frias Carse                                                |
| Mère All Beautiful                                         | Battlefield                                                | Dark Display                                               | Display                                                    |
| Mère All Beautiful                                         | Battlefield                                                | Dark Display                                               | Dark Loveliness                                            |
| Mère All Beautiful                                         | Parlo                                                      | Heliopolis                                                 | Hyperion                                                   |
| Mère All Beautiful                                         | Parlo                                                      | Heliopolis                                                 | Drift                                                      |
| Mère All Beautiful                                         | Parlo                                                      | Fairy Palace                                               | Pilate                                                     |
| Mère All Beautiful                                         | Parlo                                                      | Fairy Palace                                               | Star Fairy (famille 1-c)                                   |